# Gare d'Inari
La gare d'Inari (稲荷駅, Inari-eki) est une gare ferroviaire localisée à Fushimi-ku dans la ville de Kyoto. La gare est exploitée par la JR West.

## Service des voyageurs

### Accueil
La gare d'Inari dispose de deux quais latéraux.
| 1 | ■Ligne Nara | pour Kyoto       |
| 2 | ■Ligne Nara | pour Uji et Nara |

### Desserte
Tous les trains locaux de la ligne Nara s'arrêtent à la gare d'Inari.
Les trains Regional Rapid Service, Rapid Service et Miyakoji Rapid Service ne desservent pas la gare d'Inari.
Les trains Miyakoji Rapid Service (みやこ路快速) s'arrêtent à la gare d'Inari du 1er au 4 janvier.